# آدام داوسون (بازیکن فوتبال)
آدام داوسون (انگلیسی: Adam Dawson؛ زادهٔ ۵ اکتبر ۱۹۹۲) بازیکن فوتبال اهل بریتانیا است.
از باشگاه‌هایی که در آن بازی کرده‌است می‌توان به باشگاه فوتبال ویگان اتلتیک، باشگاه فوتبال آکرینگتون استنلی، باشگاه فوتبال بارو، و باشگاه فوتبال لستر سیتی اشاره کرد.